# Nivkhe (langue)
Cet article concerne la langue nivkhe. Pour le peuple nivkhe, voir Nivkhes.
Le nivkhe, ou nivkh (anciennement guiliak), est une langue paléo-sibérienne parlée en Russie sur le bas cours de l'Amour et sur l'île de Sakhaline.
Au recensement de 2010 en Russie, 4 652 personnes se sont déclarées Nivkhes, mais seulement 198 ont indiqué qu’elles parlaient la langue.
Un journal mensuel, Нивх Диф (Nivkh Dif, « La Langue nivkhe ») est publié en nivkhe depuis 1990, excepté de 1996 à 1999.

## Classification
Le nivkhe est souvent considéré comme un isolat linguistique.
Toutefois, Joseph Greenberg l'englobe dans sa macro-famille eurasiatique (2001).
Plus spécifiquement, Michael Fortescue pointe des affinités particulières avec la famille tchouktche-kamtchadal (Fortescue, The relationship of Nivkh to Chukotko-Kamchatkan revisited, 2011). Michael Fortescue suggère qu'une langue commune, avant la division, proto-"Chukokto-Kamchatkan-Amuric" pourrait être associée au néolithique du Bas-Amour et des côtes adjacentes de la mer d'Okhotsk.
Le nivkhe était classé parmi les langues paléo-sibériennes, même si cet ensemble est devenu désuet : il désigne quatre langues à faible expansion dans la même zone géographique de la Sibérie, même si elles ne sont pas toutes apparentées.
La langue nivkhe compte trois dialectes : le nivkhe de l'Amour, le nivkhe du Nord de Sakhaline et le nivkhe du Sud de Sakhaline.

## Phonologie
Les tableaux présentent la phonologie du nivkh.

### Consonnes
|                  | Bilabiale | Dentale | Latérale | Palatale | Vélaire | Uvulaire | Glottale |
| ---------------- | --------- | ------- | -------- | -------- | ------- | -------- | -------- |
| Occlusive sonore | b         | d       |          | ɟ        | g       | ɢ        |          |
| Occlusive sourde | p pʰ      | t tʰ    |          | c        | k kʰ    | q qʰ     |          |
| Fricative sonore | v         | z       |          |          | ɣ       | ʁ        |          |
| Fricative sourde | f         | s       |          |          | x       | χ        | h        |
| Affriquée        |           |         |          | t͡ʃ       |         |          |          |
| Nasale           | m         | n       |          | ɲ        | ŋ       |          |          |
| Liquide          |           | r ɹ     | l        |          |         |          |          |
| Semi-voyelle     | w         |         |          | j        |         |          |          |

### Voyelles
|         | Antérieure | Centrale | Postérieure |
| ------- | ---------- | -------- | ----------- |
| Fermée  | i          | ɨ        | u           |
| Moyenne | e          |          | o           |
| Ouverte |            | a        |             |

## Écriture
| Majuscules | А | Б  | В | Г | Ӷ | Ғ | Ӻ  | Д | Е  | Ё  | Ж | З | И  | Й  | К   | К’ | Ӄ   | Ӄ’ | Л | М | Н | Ӈ  | О  |
| Minuscules | а | б  | в | г | ӷ | ғ | ӻ  | д | е  | ё  | ж | з | и  | й  | к   | к’ | ӄ   | ӄ’ | л | м | н | ӈ  | о  |
| Son        | a | b  | v | ɡ | ɢ | ɣ | ʁ  | d | je | jo | ʒ | z | i  | j  | k   | kʰ | q   | qʰ | l | m | n | ŋ  | o  |
| Majuscules | П | П’ | Р | Р̌ | С | Т | Т’ | У | Ф  | Х  | Ӽ | Ӿ | Ц  | Ч  | Чʼ  | Ш  | Щ   | Ъ  | Ы | Ь | Э | Ю  | Я  |
| Minuscules | п | п’ | р | р̌ | с | т | т’ | у | ф  | х  | ӽ | ӿ | ц  | ч  | чʼ  | ш  | щ   | ъ  | ы | ь | э | ю  | я  |
| Son        | p | pʰ | r | r̥ | s | t | tʰ | u | f  | x  | χ | h | ts | tʃ | tʃʰ | ʃ  | ʃtʃ |    | ɨ |   | e | ju | ja |

Les lettres Ӷ, Ӻ, Ӄ, Ӈ, Ӽ sont aussi écrites parfois avec crampon, parfois avec un crochet, selon la source. Unicode possède des caractères avec un crampon pour les lettres Ӷ, Қ, Ң, Ҳ et des caractères avec une crochet pour les lettres Ӻ, Ӄ, Ӈ, Ӽ.

## Morphologie

### Numéraux
- Le nivkhe possède des numéraux pour les humains et pour les animaux. Le tableau les donne dans deux dialectes différents[8].

|        | Êtres humains | Êtres humains | Animaux    | Animaux       |
| Nombre | Amour         | Sakhaline Sud | Amour      | Sakhaline Sud |
| un     | ɲin, ɲen      | ɲenŋ          | ɲɨɲ        | ɲan           |
| deux   | men           | menŋ          | mor        | mar           |
| trois  | tʰaqr         | tʰaqr         | tʰor       | tʰaqr         |
| quatre | nɨr           | nɨrŋ          | nur        | nur           |
| cinq   | tʰor          | tʰorŋ         | tʰor       | tʰor          |
| six    | ŋax           | ŋax           | ŋax        | ŋax           |
| sept   | ŋamk          | ŋamk          | ŋamk       | ŋamk          |
| huit   | minr          | minr          | minr       | minr          |
| neuf   | ɲɨɲben        | ɲandorŋ       | ɲɨɲben     | ɲandorŋ       |
| dix    | mxo           | mxoŋ          | mxoŋ, mxos | mxoŋ          |

## Sources
- Marie-Lise Beffa, « Présentation de l’orientation spatiale dans la langue nivx ; vers un historique de l’orientation dans l’espace », dans Groupe d’études mongoles, Université de Paris X Nanterre, Centre d’études mongoles, Chemin ghiliak de la connaissance, coll. « Études mongoles et sibériennes » (no 13), 1982, 49-116 p. (ISSN 0150-3014, présentation en ligne)
- [Gašilova 2002] (ru) Л.Б. Гашилова, Нивхский язык в таблицах : учебное пособие для нивхских школ, педагогических колледжей, вузов, Санкт-Петербург, Дрофа,‎ 2002 (ISBN 5-94745-092-5)
- [Gruzdeva 1997] (ru) E. Ю. Груздева, « Нивхский язык », dans А. П. Володин, Языки Мира. Палеоазиатские Языки, Moscou, Izd. Indrik,‎ 1997, 139-154 p. (ISBN 5-85759-046-9)
- [Gruzdeva 2020] (ru) E. Ю. Груздева, « Нивхский язык », sur ПостНаука,‎ 2020 (consulté le 3 août 2023)
- [Gruzdeva 2021] (ru) E. Ю. Груздева, « Нивхский язык », sur Малые языки России,‎ 2021 (consulté le 3 août 2023)
- (en) Kaneko Tohru, Nivkhs: our northern neighbors, 2009 (lire en ligne)
- (en) Hidetoshi Shiraishi, Topics in Nivkh phonology (thèse de doctorat), University of Groningen, 2006 (lire en ligne)
- [Sangi 2011] (ru) В.М. Санги, Ниғвгун букварь, Санкт-Петербур, Просвещение,‎ 2011
- [Taksami 1996] (ru) Чунер Михайлович Таксами, Словарь нивхско-русский и русско-нивхский, Санкт-Петербург, Просвещение,‎ 1996 (ISBN 5-09-002269-0)